# Bei Mir Bistu Shein
"Bei Mir Bistu Shein" (jiddisch: בײַ מיר ביסטו שיין, "For mig er du smuk") er en populær jiddisch sang skrevet af tekstforfatter Jacob Jacobs og komponist Sholom Secunda til en jiddisch komedisk musical fra 1932 Men Ken Lebn Nor Men Lost Nisht, "Du kan leve, men de vil ikke lade dig", som lukkede efter en sæson. Sangens partitur transskriberer den jiddiske titel til "Bay mir bistu sheyn". Den originale jiddiske udgave af sangen (i c-mol) er en dialog mellem to elskende, der skiftes om linjerne i sangen.

## Berømmelsen
Sangen blev berømt med engelske tekster, selvom den beholdt den jiddiske titel "Bei Mir Bistu Shein." Den forekom også med en tysk titel "Bei Mir Bist Du Schön".
I 1937 hørte Sammy Cahn en opførsel af sangen sunget på jiddisch af de afroamerikanske kunstnere, Johnnie and George, på Apollo Theater i Harlem. Grossinger's Catskill Resort Hotels forvalter Jenny Grossinger påstod at have lært Johnnie and George sangen, mens de optrådte på hotellet. Efter at have set reaktionen på sangen fik Cahn sin arbejdsgiver til at købe rettighederne til sangen, så han (sammen med Saul Chaplin) kunne genskrive sangen med tekster på engelsk og rytmer mere lig swing. Secunda solgte sangens udgivelsesrettigheder for kun 30 amerikanske dollars, som han senere delte med Jacobs. Cahn overbeviste dernæst den ukendte trio Andrews Sisters at optræde med sangen, som de indspillede den 24. november 1937. Det blev deres første store hit og indbragte dem en guldplade, den første guldplade nogensinde til en kvindelig sanggruppe. Sangen blev også et verdenomspændende hit.
Sangen indbragte omkring tre millioner amerikanske dollars, hvor Secunda og Jacobs, som følge af salget af rettighederne, gik glip af betydelige royalties. I 1961 udløb sangens ophavsret. Ejerskabet gik tilbage til Secunda og Jacobs, der underskrev en kontrakt med Harms Inc., der sikrede dem passende royalties.